# Tyrannie des nombres
L'expression tyrannie des nombres désigne l'un des problèmes que devaient affronter les ingénieurs informaticiens dans les années 1960. Ils étaient dans l'impossibilité de perfectionner les circuits électroniques qu'ils concevaient à cause du nombre très élevé de composants à ajouter et à connecter pour chaque amélioration des performances. Chaque composant devait être relié à plusieurs autres au moyen de soudures effectuées à la main : les fils prenant de plus en plus de place, il devenait en pratique impossible de progresser ainsi.
Cette expression a été pour la première fois utilisée par le vice-président des Laboratoires Bell en 1957 dans un article célébrant le 10e anniversaire de « naissance » du transistor :

« Depuis quelque temps, l'homme électronique sait comment « en principe » prolonger grandement ses facultés visuelle, tactile et mentale grâce aux transmissions numériques et aux traitements de toutes sortes d'informations. Cependant, toutes ses fonctions souffrent de ce qui est appelé la « tyrannie des nombres ». Ces systèmes, à cause de leur nature numérique complexe, exigent des centaines, des milliers et parfois des dizaines de milliers de composants électroniques »

— (en) Jack Morton, The Tyranny of Numbers

### Traductions de
1. ↑  (en) « For some time now, electronic man has known how 'in principle' to extend greatly his visual, tactile, and mental abilities through the digital transmission and processing of all kinds of information. However, all these functions suffer from what has been called 'the tyranny of numbers.' Such systems, because of their complex digital nature, require hundreds, thousands, and sometimes tens of thousands of electron devices »